# Monte-Carlo Masters 2024
Monte-Carlo Masters 2024 (cunoscut și sub numele de Rolex Monte-Carlo Masters din motive de sponsorizare) a fost un turneu de tenis pentru jucători profesioniști de sex masculin, care s-a jucat pe terenuri cu zgură, în aer liber. A fost cea de-a 117-a ediție a turneului anual Monte Carlo Masters, sponsorizat de Rolex pentru a 15-a oară. S-a desfășurat la Monte Carlo Country Club din Roquebrune-Cap-Martin, Franța (deși declarată ca Monte Carlo, Monaco). A fost un turneu de nivel ATP 1000 din Circuitul ATP 2024.

## Campioni

### Simplu
Pentru mai multe informații consultați Monte-Carlo Masters 2024 – Simplu

### Dublu
Pentru mai multe informații consultați Monte-Carlo Masters 2024 – Dublu

## Puncte și premii în bani

### Distribuția punctelor
| Probă           | C    | F   | SF  | QF  | Runda 3 | Runda 2 | Runda 1 | Q   | Q2  | Q1  |
| Simplu masculin | 1000 | 650 | 400 | 200 | 100     | 50      | 10      | 30  | 16  | 0   |
| Dublu masculin  | 1000 | 600 | 360 | 180 | 90      | 0       | N/A     | N/A | N/A | N/A |

### Premii în bani
| Probă           | C         | F         | SF        | QF        | Runda 3  | Runda 2  | Runda 1  | Q2       | Q1      |
| Simplu masculin | 919.075 € | 501.880 € | 274.425 € | 149.685 € | 80.065 € | 42.935 € | 23.785 € | 12.185 € | 6.380 € |
| Dublu masculin* | 281.960 € | 153.170 € | 84.140 €  | 42.420 €  | 25.510 € | 13.930 € | N/A      | N/A      | N/A     |

*per echipă